# Львівська виправна колонія № 48
Львівська виправна колонія № 48 — виправна колонія середнього рівня безпеки Суворого режиму управління Державного департаменту України з питань виконання покарань у Львівській області, що розташовувалася за адресою: 79031 м. Львів, Проспект Святого Івана Павла ІІ, 2. Діяла протягом 1946-2018 років. На початку лютого 2018 року, почався бунт засуджених з тяжкими наслідками, тому було прийнято рішення про закриття ЛВК № 48, та переведення засуджених у інші установи. З 25 березня 2022 року Львівська виправна колонія відновлює роботу, та приймає засуджених з інших установ, де є загрози обстрілів російськими військами під час російсько-української війни.

## Історія
Установа створена в 1946 році, спочатку існувала як дитяча виправна колонія. З 1958 року проведено перепрофілювання в майстерні установи. З 1 квітня 1961 року установа має суворий режим утримання. На базі установи працював науково-дослідний інститут з розробки нових технологій, що впроваджувалися по всій Україні.
Основними напрямами діяльності установи були виробництво технічної продукції та товарів народного споживання. В установі діяв Львівський навчальний центр, в якому проводилось навчання засуджених за спеціальностями електрогазозварника, електромонтера, верстатника широкого профілю, слюсаря-ремонтника, слюсаря-інструментальника, слюсаря з ремонту автомобілів.
Наказом ДДУПВП від 18 січня 2000 року № 16 установа перейменована у Львівську виправну колонію.
З лютого 2018 року ЛВК № 48 після бунту засуджених не функціонує — засуджені переведені у інші виправні заклади.
У 2021 році територію колонії продано з аукціону. Її викупила ІТ-компанія SoftServe, а отримані від продажу кошти буде використано на облаштування інших виправних закладів.